# Demidevil
Demidevil (zapis stylizowany na duże litery) – debiutancki mixtape amerykańskiej raperki i wokalistki Ashnikko. Został wydany 15 stycznia 2021 roku.

## Lista utworów
| Nr  | Tytuł utworu                                | Twórcy                                                                                                   | Producenci                | Długość |
| --- | ------------------------------------------- | --- | ------------------------- | ------- |
| 1.  | „Daisy”                                     | Ashton Nicole Casey, Slinger                                                                             | Slinger                   | 2:26    |
| 2.  | „Toxic”                                     | Casey, Kelly Kiara, Slinger                                                                              | Slinger                   | 2:42    |
| 3.  | „Deal with It” (gościnnie: Kelis)           | Casey, Chad Hugo, Dagny Norvoll Sandvik, Dan Priddy, Mark Crew, Max Wolfgang, Pharrell Williams, Slinger | Andrew Goldstein, Slinger | 3:11    |
| 4.  | „Slumber Party” (gościnnie: Princess Nokia) | Casey, Destiny Nicole Ortiz, Peter Elegbede                                                              | CallMeTheKidd             | 2:58    |
| 5.  | „Drunk with My Friends”                     | Casey, Oscar Scheller                                                                                    | Oscar Scheller            | 2:08    |
| 6.  | „Little Boy”                                | Casey, Scheller                                                                                          | Scheller                  | 2:52    |
| 7.  | „Cry” (gościnnie: Grimes)                   | Casey, Ebenezer Fabiyi, Grimes, Melissa Storwick                                                         | Ebenezer                  | 2:06    |
| 8.  | „L8r Boi”                                   | Casey, Avril Lavigne, Graham Edwards, Lauren Christy, Scott Alspach, Slinger                             | Goldstein, Slinger        | 2:23    |
| 9.  | „Good While It Lasted”                      | Casey, Gina Kushka, Jon Mills, Andersson                                                                 | J Mills, Marcus Andersson | 3:02    |
| 10. | „Clitoris! the Musical”                     | Casey, Scheller                                                                                          | Scheller                  | 1:36    |
|     |                                             | |                           | 25:24   |

## Historia wydania
| Region | Data             | Format                                               | Wytwórnia          | Przyp.                              |
| ------ | ---------------- | ---------------------------------------------------- | ------------------ | ----------------------------------- |
| Świat  | 15 stycznia 2021 | CD, LP, kaseta, digital download, streaming, box set | Parlophone, Warner | [ 1 ] [ 2 ] [ 3 ] [ 4 ] [ 5 ] [ 6 ] |